# Coordenadas log-polares
En matemáticas, las coordenadas logarítmicas polares (o coordenadas polares logarítmicas) son un sistema de coordenadas en dos dimensiones, donde un punto se identifica con dos números, uno para el logaritmo de la distancia a un cierto punto y otro para un ángulo. Las coordenadas logarítmicas están estrechamente conectadas con las coordenadas polares, que generalmente se usan para describir dominios en el plano con algún tipo de simetría rotacional. En áreas como el análisis armónico y complejo, las coordenadas log-polares son más canónicas que las coordenadas polares.

## Definición y transformaciones de coordenadas
Las coordenadas logarítmicas en el plano consisten en un par de números reales (ρ, θ), donde ρ es el logaritmo de la distancia entre un punto dado y el origen y θ es el ángulo entre una línea de referencia (el eje x ) y la línea a través del origen y el punto. La coordenada angular es la misma que para las coordenadas polares, mientras que la coordenada radial se transforma de acuerdo con la regla
{\displaystyle r=e^{\rho }}.
donde {\displaystyle r} es la distancia al origen. Las fórmulas para la transformación de coordenadas cartesianas logarítmicas están dadas por
{\displaystyle {\begin{cases}\rho =\log {\sqrt {x^{2}+y^{2}}},\\\theta =\arctan y/x\ \ {\hbox{ si }}x>0.\end{cases}}}[cita requerida]
Y las fórmulas para transformación de coordenadas log-polares a cartesianas son:
{\displaystyle {\begin{cases}x=e^{\rho }\cos \theta ,\\y=e^{\rho }\sin \theta .\end{cases}}}
Mediante el uso de números complejos (x, y) = x + iy, la última transformación se puede escribir como
{\displaystyle x+iy=e^{\rho +i\theta }\,,}
es decir, la función exponencial compleja. De esto se deduce que las ecuaciones básicas en el análisis armónico y complejo tendrán la misma forma simple que en las coordenadas cartesianas. Este no es el caso de las coordenadas polares.

## Algunas ecuaciones importantes en coordenadas log-polares

### Ecuación de Laplace
La ecuación de Laplace en dos dimensiones está dada por
{\displaystyle {\frac {\partial ^{2}u}{\partial x^{2}}}+{\frac {\partial ^{2}u}{\partial y^{2}}}=0}
en coordenadas cartesianas. Si se escribe la misma ecuación en coordenadas polares, resulta una más complicada:
{\displaystyle r{\frac {\partial }{\partial r}}\left(r{\frac {\partial u}{\partial r}}\right)+{\frac {\partial ^{2}u}{\partial \theta ^{2}}}=0},
o de forma equivalente:
{\displaystyle \left(r{\frac {\partial }{\partial r}}\right)^{2}u+{\frac {\partial ^{2}u}{\partial \theta ^{2}}}=0}.
Sin embargo, de la relación {\displaystyle r=e^{\rho }} resulta que {\displaystyle r{\frac {\partial }{\partial r}}={\frac {\partial }{\partial \rho }}}, por lo que la ecuación de Laplace en coordenadas log-polares,
{\displaystyle {\frac {\partial ^{2}u}{\partial \rho ^{2}}}+{\frac {\partial ^{2}u}{\partial \theta ^{2}}}=0},
tiene la misma expresión simple que en las coordenadas cartesianas. Esto es cierto para todos los sistemas de coordenadas donde la transformación a coordenadas cartesianas está dada por un mapeo conforme. Por lo tanto, al considerar la ecuación de Laplace para una parte del plano con simetría rotacional, p. ej., un disco circular, las coordenadas logarítmicas polares serán la elección obvia.

### Ecuaciones de Cauchy-Riemann
Una situación similar surge cuando se considera una función analítica. Una función analítica {\displaystyle f(x,y)=u(x,y)+iv(x,y)} escrita en coordenadas cartesianas satisface las ecuaciones de Cauchy-Riemann:
{\displaystyle {\frac {\partial u}{\partial x}}={\frac {\partial v}{\partial y}},\ \ \ \ \ \ {\frac {\partial u}{\partial y}}=-{\frac {\partial v}{\partial x}}}
Si, en cambio, la función se expresa en forma polar {\displaystyle f(re^{i\theta })=Re^{i\Phi }}, las ecuaciones de Cauchy-Riemann toman la forma más complicada
{\displaystyle r{\frac {\partial \log R}{\partial r}}={\frac {\partial \Phi }{\partial \theta }},\ \ \ \ \ \ {\frac {\partial \log R}{\partial \theta }}=-r{\frac {\partial \Phi }{\partial r}}.}
Al igual que en el caso de la ecuación de Laplace, la forma simple de las coordenadas cartesianas se recupera cambiando las coordenadas polares a coordenadas log-pol (sea {\displaystyle P=\log R}):
{\displaystyle {\frac {\partial P}{\partial \rho }}={\frac {\partial \Phi }{\partial \theta }},\ \ \ \ \ \ {\frac {\partial P}{\partial \theta }}=-{\frac {\partial \Phi }{\partial \rho }}}
Las ecuaciones de Cauchy-Riemann también se pueden escribir en una sola ecuación:
{\displaystyle \left({\frac {\partial }{\partial x}}+i{\frac {\partial }{\partial y}}\right)f(x+iy)=0}.
Expresando {\displaystyle {\frac {\partial }{\partial x}}} y {\displaystyle {\frac {\partial }{\partial y}}} en términos de {\displaystyle {\frac {\partial }{\partial \rho }}} y {\displaystyle {\frac {\partial }{\partial \theta }}}, esta ecuación se puede escribir en su forma equivalente
{\displaystyle \left({\frac {\partial }{\partial \rho }}+i{\frac {\partial }{\partial \theta }}\right)f(e^{\rho +i\theta })=0}.

### Ecuación de Euler
Si se quiere resolver el problema de Dirichlet en un dominio con simetría rotacional, lo habitual es utilizar el método de separación de variables para ecuaciones diferenciales parciales para la ecuación de Laplace en forma polar. Esto se escribe como {\displaystyle u(r,\theta )=R(r)\Theta (\theta )}. La ecuación de Laplace se separa en dos ecuaciones diferenciales ordinarias,
{\displaystyle {\begin{cases}\Theta ''(\theta )+\nu ^{2}\Theta (\theta )=0\\r^{2}R''(r)+rR'(r)-\nu ^{2}R(r)=0\end{cases}}}
donde {\displaystyle \nu } es una constante. La primera de estas tiene coeficientes constantes y se resuelve fácilmente. La segunda es un caso especial de la ecuación de Euler
{\displaystyle r^{2}R''(r)+crR'(r)+dR(r)=0}
donde {\displaystyle c,d} son constantes. Esta ecuación generalmente se resuelve con el ansatz {\displaystyle R(r)=r^{\lambda }}, pero a través del uso del radio log-polar, se puede transformar en una ecuación con coeficientes constantes:
{\displaystyle P''(\rho )+(c-1)P'(\rho )+dP(\rho )=0}
Al considerar la ecuación de Laplace, {\displaystyle c=1} y {\displaystyle d=-\nu ^{2}} tal que la ecuación para {\displaystyle r} toma la forma simple
{\displaystyle P''(\rho )-\nu ^{2}P(\rho )=0}.
Al resolver el problema de Dirichlet en coordenadas cartesianas, estas son exactamente las ecuaciones para x e y. Por lo tanto, y una vez más, la elección obvia para un dominio con simetría rotacional no son coordenadas polares, sino logarítmicas polares.

## Geometría discreta

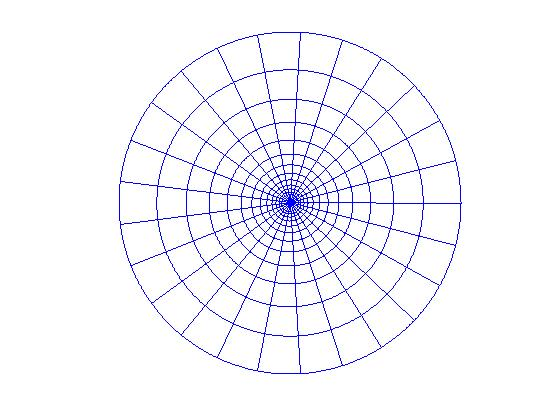
Sistema discreto de coordenadas en un disco circular dado por coordenadas log-polares (n = 25)

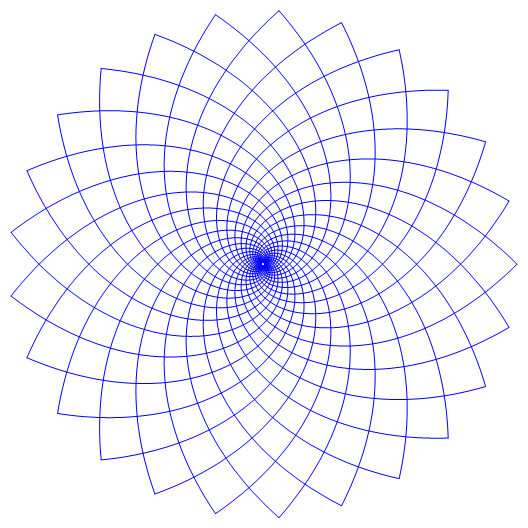
Sistema discreto de coordenadas en un disco circular que puede expresarse fácilmente en coordenadas log-polares (n = 25)

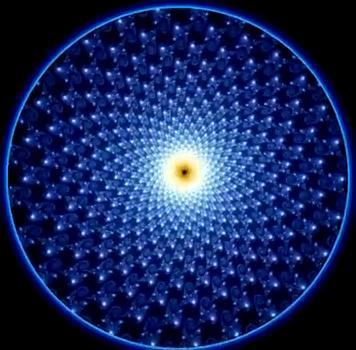
Parte de un conjunto de Mandelbrot mostrando comportamiento de espiral

Para resolver una EDP numéricamente en un dominio, se debe introducir un sistema de coordenadas discretas en este dominio. Si tiene simetría rotacional y se desea una cuadrícula que conste de rectángulos, las coordenadas polares son una mala elección, ya que en el centro del círculo se da lugar a triángulos en lugar de rectángulos. Sin embargo, esto puede remediarse mediante la introducción de coordenadas log-polares de la siguiente manera: Divida el plano en una cuadrícula de cuadrados con longitud lateral 2π/n, donde n es un entero positivo. Use la función exponencial compleja para crear una cuadrícula log-polar en el plano. El semiplano izquierdo se asigna al disco de la unidad, con el número de radios igual a n. Puede ser aún más ventajoso mapear las diagonales en estos cuadrados, lo que da un sistema de coordenadas discreto en el disco de la unidad que consiste en espirales (vea la figura a la derecha).

### Operador Dirichlet a Neumann
El último sistema de coordenadas es, por ejemplo, adecuado para lidiar con problemas de Dirichlet y Neumann. Si el sistema de coordenadas discretas se interpreta como un gráfico no dirigido en el disco de la unidad, puede considerarse como un modelo para una red eléctrica. A cada segmento de línea en el gráfico se asocia una conductancia dada por una función {\displaystyle \gamma }. La red eléctrica servirá como un modelo discreto para el problema de Dirichlet en el disco de la unidad, donde la ecuación de Laplace toma la forma de la ley de Kirchhoff. En los nodos en el límite del círculo, se define un potencial eléctrico (datos de Dirichlet), que induce una corriente eléctrica (datos de Neumann) a través de los nodos de límite. El operador lineal {\displaystyle \Lambda _{\gamma }} de los datos de Dirichlet a los datos de Neumann se llama operador de Dirichlet a Neumann, y depende de la topología y la conductancia de la red.
En el caso del disco continuo, se deduce que si la conductancia es homogénea, dígase {\displaystyle \ \gamma =1} en todas partes, entonces el operador de Dirichlet a Neumann cumple la siguiente ecuación:
{\displaystyle \Lambda _{\gamma }^{2}+{\frac {\partial ^{2}\ }{\partial \theta ^{2}}}=0}.
Para obtener un buen modelo discreto del problema de Dirichlet, sería útil encontrar un gráfico en el disco de la unidad cuyo operador (discreto) de Dirichlet a Neumann tenga la misma propiedad. Aunque las coordenadas polares no dan ninguna respuesta, esto es aproximada o asintóticamente, lo que proporciona la red rotacionalmente simétrica dada por las coordenadas polares logarítmicas.

### Análisis de imágenes
Ya a fines de la década de 1970, las aplicaciones para el sistema discreto de coordenadas de espiral se dieron en análisis de imágenes. El representar una imagen en este sistema de coordenadas en lugar de hacerlo en coordenadas cartesianas, brinda ventajas computacionales al rotar o hacer zum en una imagen. Además, los fotorreceptores en la retina en el ojo humano se distribuyen de una manera que tiene grandes similitudes con el sistema de coordenadas en espiral. También se puede encontrar en un fractal de Mandelbrot (ver imagen).
Las coordenadas logarítmicas polares también se pueden utilizar para construir métodos rápidos para la transformada de Radón y su inversa.